# Ferdinand Scipio

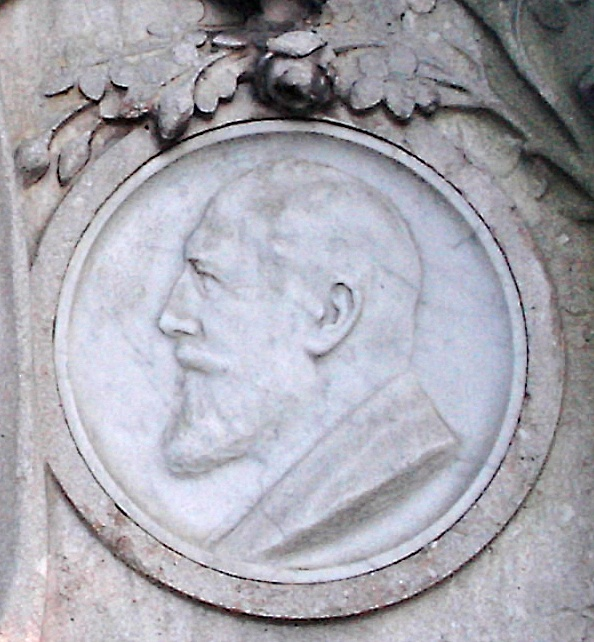
Porträtrelief vom Grabmal

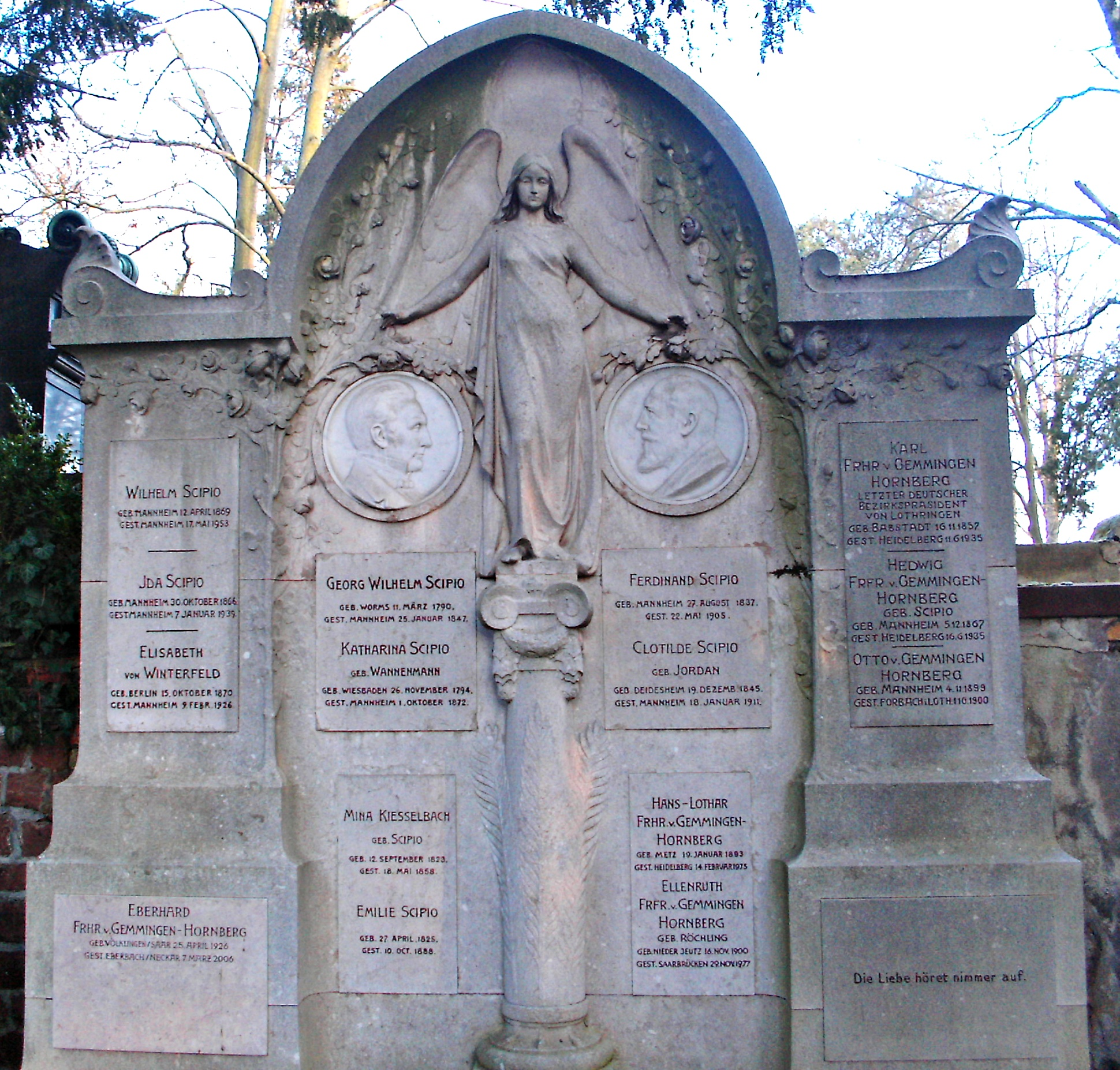
Grabmal auf dem Hauptfriedhof Mannheim

Eduard Ferdinand Scipio (* 27. August 1837 in Mannheim; † 22. Mai 1905 ebenda) war ein deutscher Unternehmer und Politiker.

## Leben
Er wurde als Sohn des aus Worms stammenden Kaufmanns und Privatgelehrten Georg Wilhelm Scipio (1790–1847) sowie dessen Gattin Katharina geb. Wannenmann (1794–1872) geboren. Ferdinand Scipio besuchte die Universitäten in Paris und Heidelberg. Als Förderer neuer landwirtschaftlicher Methoden baute er das Hofgut Rineck im Odenwald auf und gründete die Pflanzung Idenau in Kamerun. Er war 1871 an der Gründung der Rheinischen Hypothekenbank in Mannheim und 1886 der Pfälzischen Hypothekenbank beteiligt. Für die Nationalliberale Partei wurde Scipio zweimal 1874 und 1877 als Abgeordneter des Wahlkreises Großherzogtum Baden 11 (Mannheim – Schwetzingen – Weinheim) in den Reichstag gewählt. 1890 wurde er im Wahlkreis Großherzogtum Hessen 6 (Bensheim – Erbach) erneut in den Reichstag gewählt. Er gehörte später auch der Ersten Kammer der badischen Landstände an.
Seit 1864 war Scipio mit Clotilde Jordan verheiratet, einer Tochter des Weingutbesitzers und Politikers Ludwig Andreas Jordan. Er wurde mit dem Titel eines Großherzoglich Badischen Geheimen Kommerzienrats ausgezeichnet und die Gemeinde Plankstadt benannte eine Straße nach ihm, weil er nach einem Großbrand 1895 1000 Mark spendete. Scipios Grab befindet sich auf dem Mannheimer Hauptfriedhof.
Seine Tochter Hedwig (1867–1935) hatte Karl von Gemmingen-Hornberg (1857–1935) geehelicht, den letzten deutschen Bezirkspräsidenten von Lothringen.
Die andere Tochter Ida Scipio (1866–1939) betätigte sich aktiv in der Sozialarbeit Mannheims. Nach ihr ist das Ida-Scipio-Heim (Altenheim) der Stadt benannt.